# Uropeltis ellioti
Uropeltis ellioti là một loài rắn trong họ Uropeltidae. Loài này được Gray mô tả khoa học đầu tiên năm 1858.